# Erytropoetyna

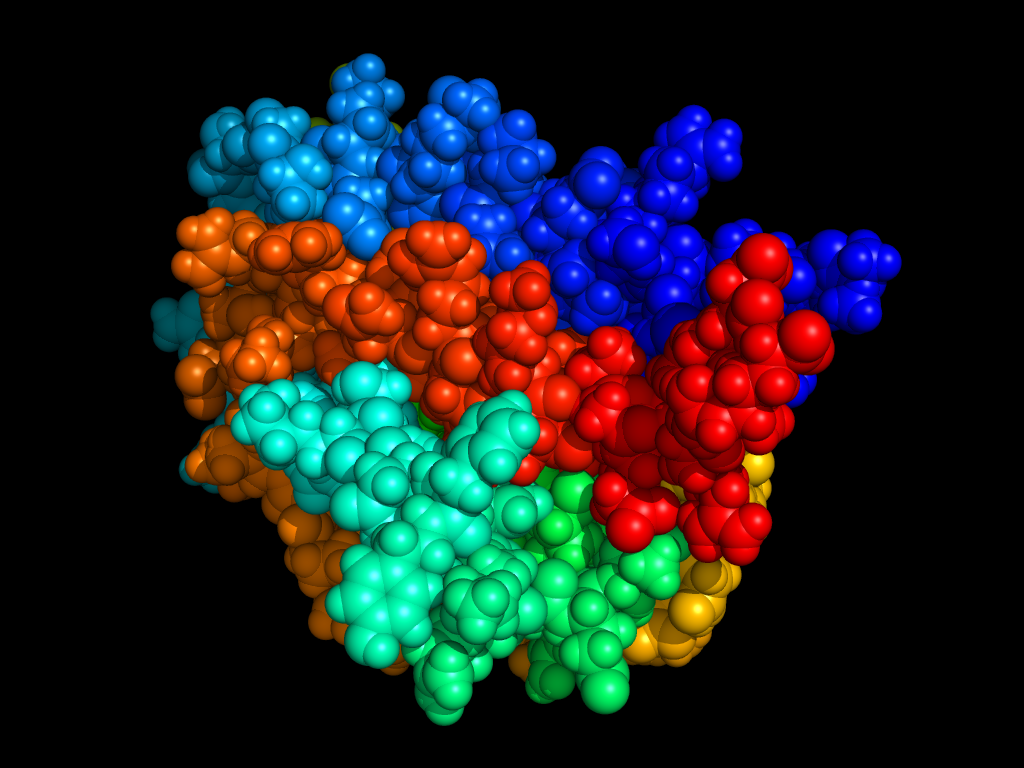
Trójwymiarowa struktura erytropoetyny.

Erytropoetyna (skrót EPO, ATC: B 03 XA 01) – glikoproteinowy hormon peptydowy, którego główną funkcją jest stymulacja różnych etapów erytropoezy. Zwiększa liczbę erytrocytów, stężenie hemoglobiny i liczbę retikulocytów. Nie ma wpływu na powstawanie krwinek białych, nie działa cytotoksycznie na szpik kostny. Erytropoetyna jest wydalana z moczem.
Erytropoetyna produkowana jest w wątrobie i korze nerek. U zwierząt gen odpowiedzialny za wytwarzanie erytropoetyny w nerkach zlokalizowano w komórkach interstycjalnych. Wywiera swoje działanie poprzez połączenie ze specyficznym receptorem erytropoetynowym (EpoR). W ten sposób wpływa na komórki macierzyste szpiku kostnego, zwiększając produkcję prekursorów komórek szeregu czerwonokrwinkowego, a zatem zwiększając wytwarzanie erytrocytów.

## Normy
Prawidłowe stężenie endogennej erytropoetyny u ludzi wynosi 6–32 µg/ml. Rytm dobowy wykazuje najwyższe wartości w godzinach nocnych i najniższe w godzinach porannych. Zwiększenie produkcji erytropoetyny następuje w wyniku spadku saturacji tlenem krwi płynącej w tętnicach nerkowych. Spadek produkcji erytropoetyny następuje w przebiegu przewlekłej niewydolności nerek, nadmierne wytwarzanie spotyka się m.in. w zwyrodnieniu wielotorbielowatym nerek.

## Zastosowanie
Erytropoetyna jest stosowana jako lek u pacjentów chorujących na niewydolność nerek (u pacjentów dializowanych oraz w okresie gdy dializa jeszcze nie jest konieczna), w hematologii, a także jako lek pomocniczy w onkologii (np. przy chłoniakach nieziarnicznych o małym stopniu złośliwości czy przy białaczce limfatycznej, u pacjentów u których występuje względny niedobór erytropoetyny w trakcie leczenia przeciwnowotworowego). Terapia erytropoetyną obarczona jest ryzykiem rozwinięcia się nadciśnienia tętniczego (skutek uboczny).
Wykorzystuje się ją również u osób przygotowywanych do zabiegu z użyciem autotransfuzji (zwiększenie liczby erytrocytów)

## Interakcje
Skuteczność erytropoetyny może zostać zwiększona poprzez przyjmowanie preparatów żelaza. W przypadku równoczesnego stosowania erytropoetyny i cyklosporyny A należy kontrolować odsetek hematokrytu i w razie potrzeby zwiększyć dawkę cyklosporyny.

## Badania
Według badań Uniwersytetu w Zurychu, erytropoetyna oddziałuje również bezpośrednio na mózg i znacznie poprawia motywację do działania. Zaobserwowano znaczną poprawę maksymalnej zdolności wysiłkowej na bieżni, niezależną od zmian ogólnej masy hemoglobiny, objętości krwi czy parametrów sercowo-naczyniowych. Badacze wnioskują, że EPO motywuje mózg by zwiększyć wysiłek i osiągi fizyczne.

## Inne wykorzystanie
Działanie erytropoetyny wykorzystywane jest – niezgodnie z prawem – także przez sportowców jako środek dopingujący.